# Wahlbezirk Steiermark 7
Der Wahlbezirk Steiermark 7 war ein Wahlkreis für die Wahlen zum Abgeordnetenhaus im österreichischen Kronland Steiermark. Der Wahlbezirk wurde 1907 mit der Einführung der Reichsratswahlordnung geschaffen und bestand bis zum Zusammenbruch der Habsburgermonarchie.

## Geschichte
Nachdem der Reichsrat im Herbst 1906 das allgemeine, gleiche, geheime und direkte Männerwahlrecht beschlossen hatte, wurde mit 26. Jänner 1907 die große Wahlrechtsreform durch Sanktionierung von Kaiser Franz Joseph I. gültig. Mit der neuen Reichsratswahlordnung schuf man insgesamt 416 Wahlbezirke, wobei mit Ausnahme Galiziens in jedem Wahlbezirk ein Abgeordneter im Zuge der Reichsratswahl gewählt wurde. Der Abgeordnete musste sich dabei im ersten Wahlgang oder in einer Stichwahl mit absoluter Mehrheit durchsetzen. Der Wahlkreis Steiermark 7 umfasste die Städte, Märkte und Gemeinden Sankt Gallen, Gröbming, Schladming, Irdning, Rottenmann, Mautern, Oberzeiring, Obdach, Knittelfeld, Murau, Aussee, Altaussee, Reitern, Judenburg, Unzmarkt, Weißkirchen, Neumarkt, Sankt Lambrecht, Oberwölz Stadt, St. Peter am Kammersberg, Admont und Liezen.
Aus der Reichsratswahl 1907 ging der Sozialdemokrat Ludwig Tuller als Sieger hervor. 1911 setzte sich der Christlichsoziale Raimund Neunteufel durch.

## Wahlergebnisse

### Reichsratswahl 1907
Die Reichsratswahl 1907 wurde am 14. Mai 1907 (erster Wahlgang) sowie am 23. Mai 1907 (Stichwahl) durchgeführt.

#### Erster Wahlgang
| Kandidat                                                                    | Partei                             | Wahlkreisstimmen | Prozent |
| --------------------------------------------------------------------------- | ---------------------------------- | ---------------- | ------- |
| Ludwig Tuller                                                               | Sozialdemokratische Arbeiterpartei | 2821             | 43,7 %  |
| Funder                                                                      | Christlichsoziale Partei           | 2291             | 35,5 %  |
| Viktor Pfeiffer                                                             | Deutsche Volkspartei               | 1828             | 28,3 %  |
|                                                                             | Sonstige Parteien                  | 15               | 0,2 %   |
| Wahlberechtigte: 8055, Ungültige/Leere Stimmen: 34, Wahlbeteiligung: 86,8 % |                                    |                  |         |

#### Stichwahl
| Kandidat                                                                    | Partei                             | Wahlkreisstimmen | Prozent |
| --------------------------------------------------------------------------- | ---------------------------------- | ---------------- | ------- |
| Ludwig Tuller                                                               | Sozialdemokratische Arbeiterpartei | 3575             | 55,4 %  |
| Funder                                                                      | Christlichsoziale Partei           | 2882             | 44,6 %  |
| Wahlberechtigte: 8055, Ungültige/Leere Stimmen: 66, Wahlbeteiligung: 81,0 % |                                    |                  |         |

### Reichsratswahl 1911
Die Reichsratswahl 1911 wurde am 13. Juni 1911 (erster Wahlgang) sowie am 20. Juni 1911 (Stichwahl) durchgeführt.

#### Erster Wahlgang
| Kandidat                                                                    | Partei                             | Wahlkreisstimmen | Prozent |
| --------------------------------------------------------------------------- | ---------------------------------- | ---------------- | ------- |
| Täubler                                                                     | Sozialdemokratische Arbeiterpartei | 3179             | 45,3 %  |
| Raimund Neunteufel                                                          | Christlichsoziale Partei           | 1868             | 26,6 %  |
| Größwang                                                                    | deutsch-freiheitlicher             | 1549             | 22,0 %  |
| Heu                                                                         | Deutsche Arbeiterpartei            | 382              | 5,4 %   |
|                                                                             | Sonstige Parteien                  | 47               | 0,7 %   |
| Wahlberechtigte: 8810, Ungültige/Leere Stimmen: 57, Wahlbeteiligung: 80,4 % |                                    |                  |         |

#### Stichwahl
| Kandidat                                                                    | Partei                             | Wahlkreisstimmen | Prozent |
| --------------------------------------------------------------------------- | ---------------------------------- | ---------------- | ------- |
| Raimund Neunteufel                                                          | Christlichsoziale Partei           | 3867             | 52,7 %  |
| Täubler                                                                     | Sozialdemokratische Arbeiterpartei | 3471             | 47,3 %  |
| Wahlberechtigte: 8810, Ungültige/Leere Stimmen: 53, Wahlbeteiligung: 83,9 % |                                    |                  |         |